# Goffredo d'Aerschot
Goffredo d'Aarschot o di Brabante (Bruxelles, 1255 circa – Courtrai, 11 luglio 1302) fu signore di Vierzon dal 1277 e d'Aarschot dal 1284 fino alla sua morte.

## Origine
Secondo la Genealogia Ducum Brabantiæ Heredum Franciæ era il figlio maschio terzgenito del duca Duca di Lorena e del Brabante, Enrico III e di Alice di Borgogna, che, secondo gli Annales Parchenses era figlia del Duca di Borgogna e re titolare di Tessalonica, Ugo IV (1212 – 1272) e della moglie (come ci viene confermato dalla Chronica Albrici Monachi Trium Fontium) Yolanda di Dreux (1212 – 1248), che era figlia del conte di Dreux e di Braine, Roberto III e della moglie (come ci viene confermato dal documento n° LXXIX del Cartulaire du comté de Ponthieu Eleonora, signora di Saint-Valéry.
Enrico III di Brabante, secondo la Genealogia Ducum Brabantiæ Heredum Franciæ era il figlio maschio primogenito del duca Duca del Brabante e di Lorena, Enrico II (1207 – 1248) e di Maria di Svevia (1201 – 1235), che, secondo gli Annales Marbacenses, era la figlia femmina secondogenita del Duca di Toscana, duca di Svevia e re di Germania, Filippo di Svevia e di Irene Angelo, principessa bizantina, figlia, secondo il Ryccardus de Sancti Germano Chronica dell'imperatore Isacco II Angelo e di Irene Tornikaina, figlia di Demetrio Tornisse e della moglie, Malakissa.

## Biografia
Enrico come i suoi fratelli, secondo la Genealogia Ducum Brabantiæ Heredum Franciæ,  era nato a Bruxelles.
Suo padre, Enrico III, morì nel 1261: ammalatosi, firmò sul letto di morte un atto che accordava maggiori diritti giuridici ai suoi sudditi del Brabante, come risulta dalla Chronica nobilissimorum ducum Lotharingiae et Brabantiae ac regum Francorum; sempre la Chronica nobilissimorum ducum Lotharingiae et Brabantiae ac regum Francorum ci informa della sua morte a Lovanio e della sepoltura in quella città nella chiesa dei Predicatori, che egli stesso aveva fatto costruire, e dove sarà raggiunto dalla moglie Alice.
Dopo la morte di Enrico III, nel titolo di duca del Brabante gli succedette il figlio primogenito, Enrico, di circa dieci anni, sotto tutela della madre, Alice di Borgogna.
La successione viene confermata anche dagli Annales Parchenses; pare che il malgoverno della duchessa causò dei moti popolari a Lovanio. Nella reggenza intervennero anche lo zio, il langravio d'Assia Enrico I, e da un cugino, Enrico di Lovanio, signore di Gaesbeek.
Enrico IV, malaticcio e di scarsa intelligenza, ancora secondo la Histoire généalogique des ducs de Bourgogne de la maison de France, rinunciò dopo pochi anni al ducato, in favore del fratello minore Giovanni; secondo i Trophees tant sacres que profanes de la duché de Brabant ..., Volume 1 a tale rinuncia fu forzato dalla madre, Alice.
Nel 1277, Goffredo sposò Giovanna, signora di Vierzon e di Maizières, come ci conferma la Histoire généalogique des ducs de Bourgogne de la maison de France. La loro unione viene confermata anche dal Gestorum Abbatem Trudonensium Continuatio Tertia II, che riporta che Giovanna era la madre del figlio di Goffredo.
Nel 1284, gli fu assegnata la signoria di Aarschot, una contea, che circa un secolo prima era stata incamerata nel ducato di Brabante.
Goffredo assecondò il fratello, il duca Giovanni I e dopo la sua morte il successore, Giovanni II.
La sollevazione delle Fiandre aveva portato ad uno scontro aperto: fiamminghi contro il re di Francia, appoggiato da una parte della nobiltà fiamminga e dal Conte di Hainaut, ora anche conte d'Olanda, Giovanni I; lo scontro decisivo avvenne sotto le mura di Courtrai, l'11 luglio 1302; dove i cavalieri francesi si scontrarono contro le picche dei lavoratori fiamminghi che riportarono una netta vittoria.
 Goffredo aveva partecipato a quella battaglia, passata alla storia col nome di Battaglia degli speroni d'oro, dove perse la vita col suo unico figlio maschio, come ci viene confermato dal Continuatio Chronici Guillelmi de Nangiaco.

## Discendenza
Goffredo dalla moglie, Giovanna, ebbe sette figli:
- Giovanni (1281 † 1302), signore di Vierzon[17]
- Maria († 1330), maritata a Valeramo († 1297), Conte di Jülich, poi a Roberto di Beaumont, signore di Povance
- Elisabetta († 1350), maritata nel 1304 a Gerardo VI († 1328), Conte di Jülich, fratello di Valeramo
- Alice († 1315), maritata nel 1302 à Giovanni III († 1329), signore d'Harcourt
- Bianca († 1329), maritata a Giovanni Berthout († 1304), signore di Malines, poi nel 1307 a Giovanni I († 1332), viscomte di Thouars
- Margherita († 4 settembre 1334[25]), suora nel monastero delle Minoresse a Longchamp, vicino a Parigi e ricordata dal Obituaires de la province de Sens. Tome 1,Partie 2[26]
- Giovanna († 1º giugno 1337[25]), suora nel monastero delle Minoresse a Longchamp, vicino a Parigi e ricordata dal Obituaires de la province de Sens. Tome 1,Partie 2[26].

## Ascendenza
|                        |                        |                        | Genitori                |  |  | Nonni |  |  | Bisnonni             |  |  | Trisnonni               |  |
|                        |                        |                        |                         |  |  |       |  |  | Enrico I di Brabante |  |  | Goffredo III di Lovanio |  |
|                        |                        |                        |                         |  |  |       |  |  | Enrico I di Brabante |  |  | Goffredo III di Lovanio |  |
|                        |                        | Margherita di Limburgo |                         |  |  |       |  |  | Enrico I di Brabante |  |  |                         |  |
| Enrico II di Brabante  |                        |                        |                         |  |  |       |  |  | Enrico I di Brabante |  |  |                         |  |
|                        |                        | Matilde di Lorena      | Matteo di Lorena        |  |  |       |  |  |                      |  |  |                         |  |
|                        |                        | Matilde di Lorena      | Matteo di Lorena        |  |  |       |  |  |                      |  |  |                         |  |
|                        |                        | Matilde di Lorena      | Maria di Boulogne       |  |  |       |  |  |                      |  |  |                         |  |
| Enrico III di Brabante |                        | Matilde di Lorena      |                         |  |  |       |  |  |                      |  |  |                         |  |
|                        |                        | Filippo di Svevia      | Federico Barbarossa     |  |  |       |  |  |                      |  |  |                         |  |
|                        |                        | Filippo di Svevia      | Federico Barbarossa     |  |  |       |  |  |                      |  |  |                         |  |
|                        |                        | Filippo di Svevia      | Beatrice di Borgogna    |  |  |       |  |  |                      |  |  |                         |  |
| Maria di Svevia        |                        | Filippo di Svevia      |                         |  |  |       |  |  |                      |  |  |                         |  |
|                        |                        | Irene Angela           | Isacco II Angelo        |  |  |       |  |  |                      |  |  |                         |  |
|                        |                        | Irene Angela           | Isacco II Angelo        |  |  |       |  |  |                      |  |  |                         |  |
|                        |                        | Irene Angela           | Irene (Paleologa?)      |  |  |       |  |  |                      |  |  |                         |  |
| Goffredo d'Aerschot    |                        | Irene Angela           |                         |  |  |       |  |  |                      |  |  |                         |  |
|                        | Oddone III di Borgogna | Ugo III di Borgogna    |                         |  |  |       |  |  |                      |  |  |                         |  |
|                        | Oddone III di Borgogna | Ugo III di Borgogna    |                         |  |  |       |  |  |                      |  |  |                         |  |
|                        | Oddone III di Borgogna | Alice di Lorena        |                         |  |  |       |  |  |                      |  |  |                         |  |
| Ugo IV di Borgogna     | Oddone III di Borgogna |                        |                         |  |  |       |  |  |                      |  |  |                         |  |
|                        |                        | Alice di Vergy         | Ugo di Vergy            |  |  |       |  |  |                      |  |  |                         |  |
|                        |                        | Alice di Vergy         | Ugo di Vergy            |  |  |       |  |  |                      |  |  |                         |  |
|                        |                        | Alice di Vergy         | Gillette di Trainel     |  |  |       |  |  |                      |  |  |                         |  |
| Alice di Borgogna      |                        | Alice di Vergy         |                         |  |  |       |  |  |                      |  |  |                         |  |
|                        |                        | Roberto III di Dreux   | Roberto II di Dreux     |  |  |       |  |  |                      |  |  |                         |  |
|                        |                        | Roberto III di Dreux   | Roberto II di Dreux     |  |  |       |  |  |                      |  |  |                         |  |
|                        |                        | Roberto III di Dreux   | Iolanda di Coucy        |  |  |       |  |  |                      |  |  |                         |  |
| Yolanda di Dreux       |                        | Roberto III di Dreux   |                         |  |  |       |  |  |                      |  |  |                         |  |
|                        |                        | Aenor di Saint-Valéry  | Tommaso di Saint-Valéry |  |  |       |  |  |                      |  |  |                         |  |
|                        |                        | Aenor di Saint-Valéry  | Tommaso di Saint-Valéry |  |  |       |  |  |                      |  |  |                         |  |
|                        |                        | Aenor di Saint-Valéry  | Adela di Ponthieu       |  |  |       |  |  |                      |  |  |                         |  |
|                        |                        | Aenor di Saint-Valéry  |                         |  |  |       |  |  |                      |  |  |                         |  |

### Letteratura storiografica
- Henry Pirenne, "I Paesi Bassi", cap. XII, vol. VII (L'autunno del Medioevo e la nascita del mondo moderno) della Storia del Mondo Medievale, 1999, pp. 411–444.
- (FR)  Histoire généalogique des ducs de Bourgogne de la maison de France.
- (FR)  Trophées tant sacrés que profanes du duché de Brabant.
- (FR)  #ES Obituaires de la province de Sens. Tome 1,Partie 2
- Alphonse Wauters, Henri IV, Académie royale de Belgique, Biographie nationale, vol. 9, p. 144-146